# Kathleen Kennedy
Kathleen Kennedy (5 de juny de 1953) és una productora de cinema nord-americana. Ha treballat com a productora de diverses pel·lícules, especialment vinculades amb Steven Spielberg i amb el seu marit Frank Wilton Marshall. Se la coneix sobretot per haver produït les pel·lícules de Parc Juràssic, Viuen i ET, l'extraterrestre. Fins a 2008, Kennedy és la productora de cinema més reeixida de tots els temps, en termes de recaptacions als Estats Units, amb uns guanys estimats en més de 5.000 milions de dòlars. El juny de 2012 va ser nomenada presidenta de Lucasfilm i quatre mesos després l'empresa va ser venuda a The Walt Disney Company, que va prometre una nova trilogia de La guerra de les galàxies amb Kennedy com a productora de l'Episodi VII, la primera d'aquesta trilogia.